# Hrádek (Ctiboř)
Hrádek je malá vesnice, část obce Ctiboř v okrese Benešov. Nachází se asi 1 km na severovýchod od Ctiboře. V roce 2009 zde bylo evidováno 14 adres. Hrádek leží v katastrálním území Ctiboř o výměře 3,92 km².

## Historie
První písemná zmínka o vesnici pochází z roku 1356.
V obci kdysi stávala tvrz; ta však byla roku 1467 dobyta a vypálena králem Jiřím z Poděbrad poté, co se její majitel přidal k neúspěšnému stavovskému povstání vedenému Zdeňkem ze Šternberka. Roku 1547 koupilo obec město Vlašim od dosavadních vlastníků, rodu Trčků. V 17. století se Hrádek stal oblíbeným poutním místem.
V letech 1844–1886 zde jako farář působil Antonín Norbert Vlasák (1812–1901), regionální historik, kronikář a národní buditel.

## Pamětihodnosti
- Tvrziště Kočičina
- Hradiště Hrádek - po vypálení z roku 1467 nazýván Spálený Hrádek
- Farní kostel sv. Matouše Apoštola - kostel s farou byly založeny ve 2. polovině 14. století, během husitských válek fara zanikla a roku 1467 byla vypálena i tvrz. Po roce 1547 byla svatyně obnovena, k milostné sošce trůnící Panny Marie s Ježíškem byly od 17. století konány poutě. Koncem 17. století byly ke kostelu přistavěny boční kaple, roku 1765 dostavěna také věž s barokní bání a nedaleko obydlí pro kněze. Roku 1780  byly poutě zakázány a soška úředně zajištěna, v roce 1790 byly opět povoleny. Roku 1787 byla na Hrádku zřízena lokálie, v roce 1855 povýšená na faru. Prvními dvěma faráři zde byli od roku 1844 regionální dějepisec Antonín Norbert Vlasák (1812–1901) a František Dobromil Kamarýt (1812–1876).[8]

## Gallery

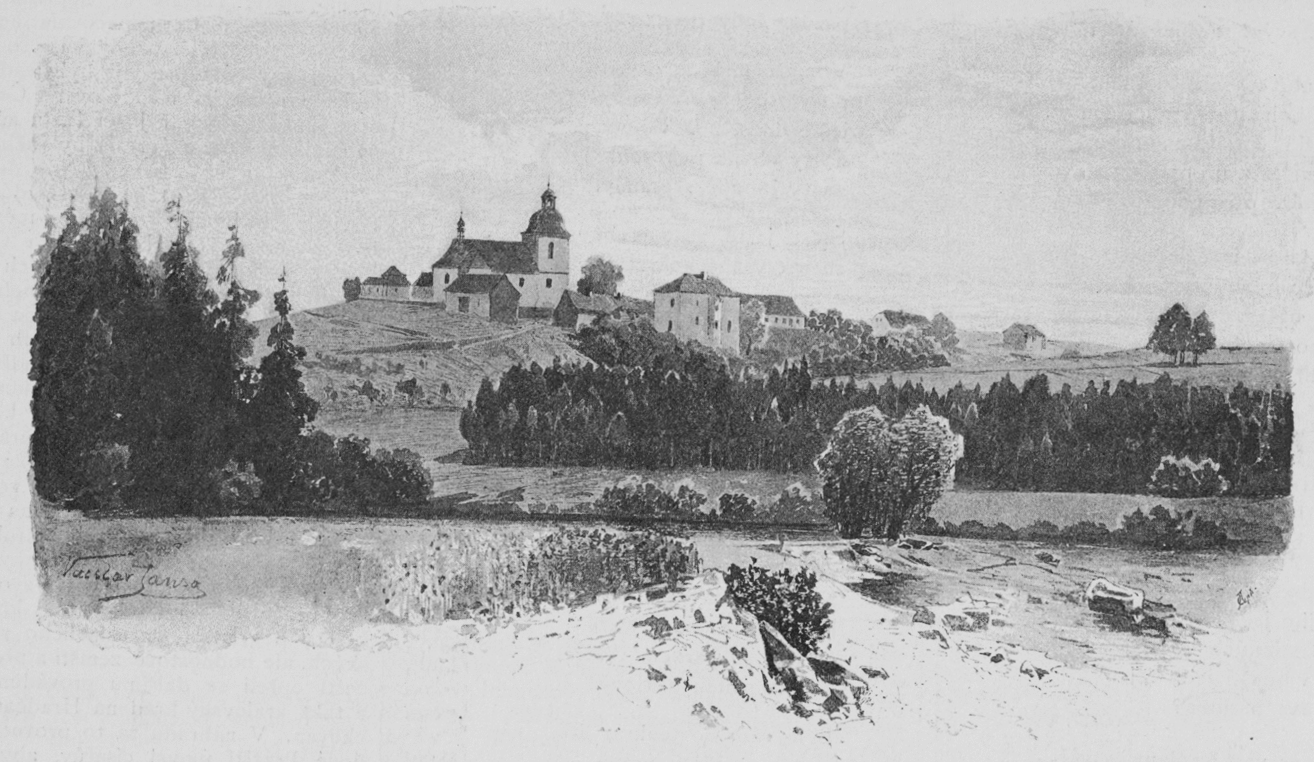
Hrádek na černobílé reprodukci obrazu Václava Jansy (kolem 1892)
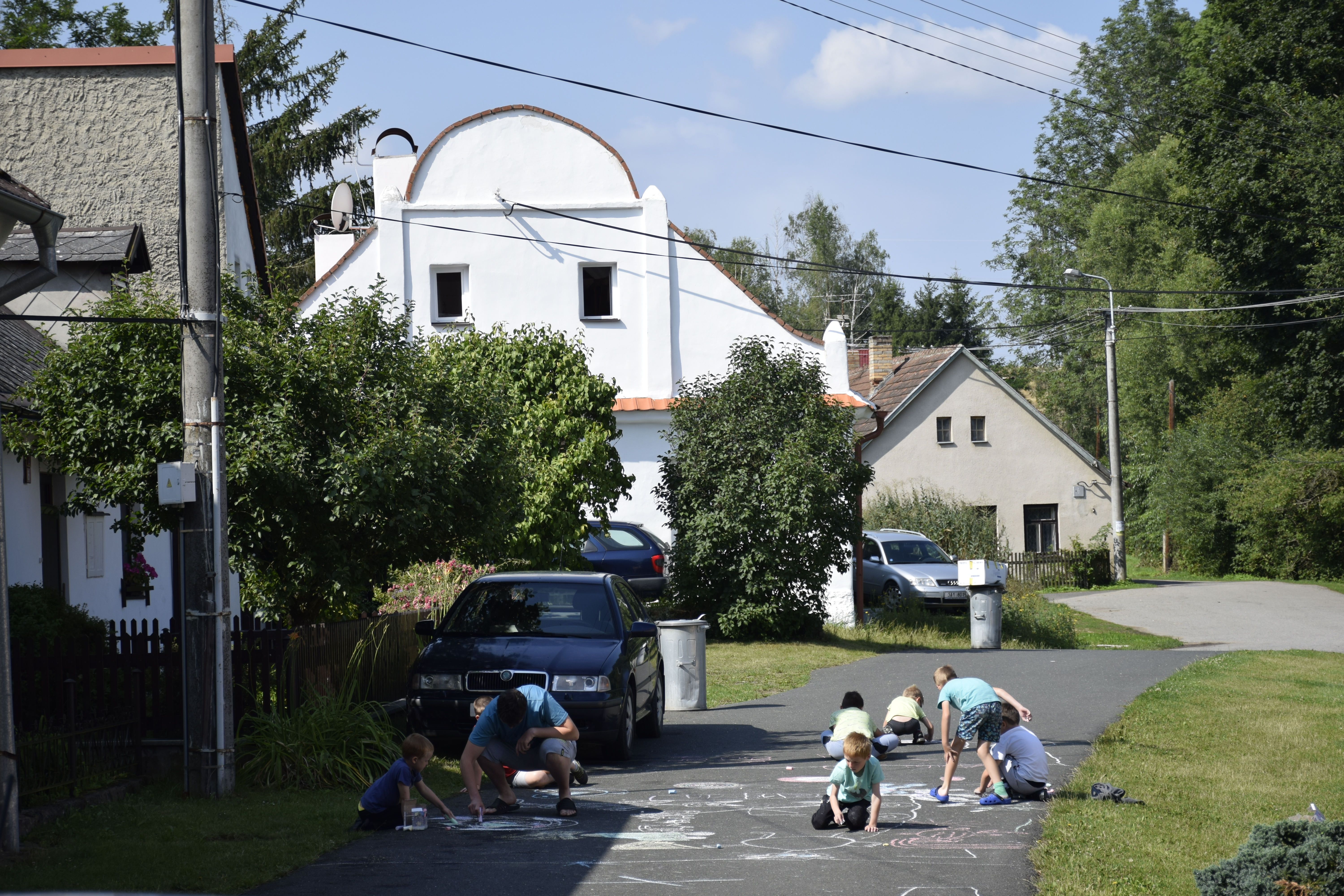
Děti na návsi kreslí na asfalt (léto 2019)
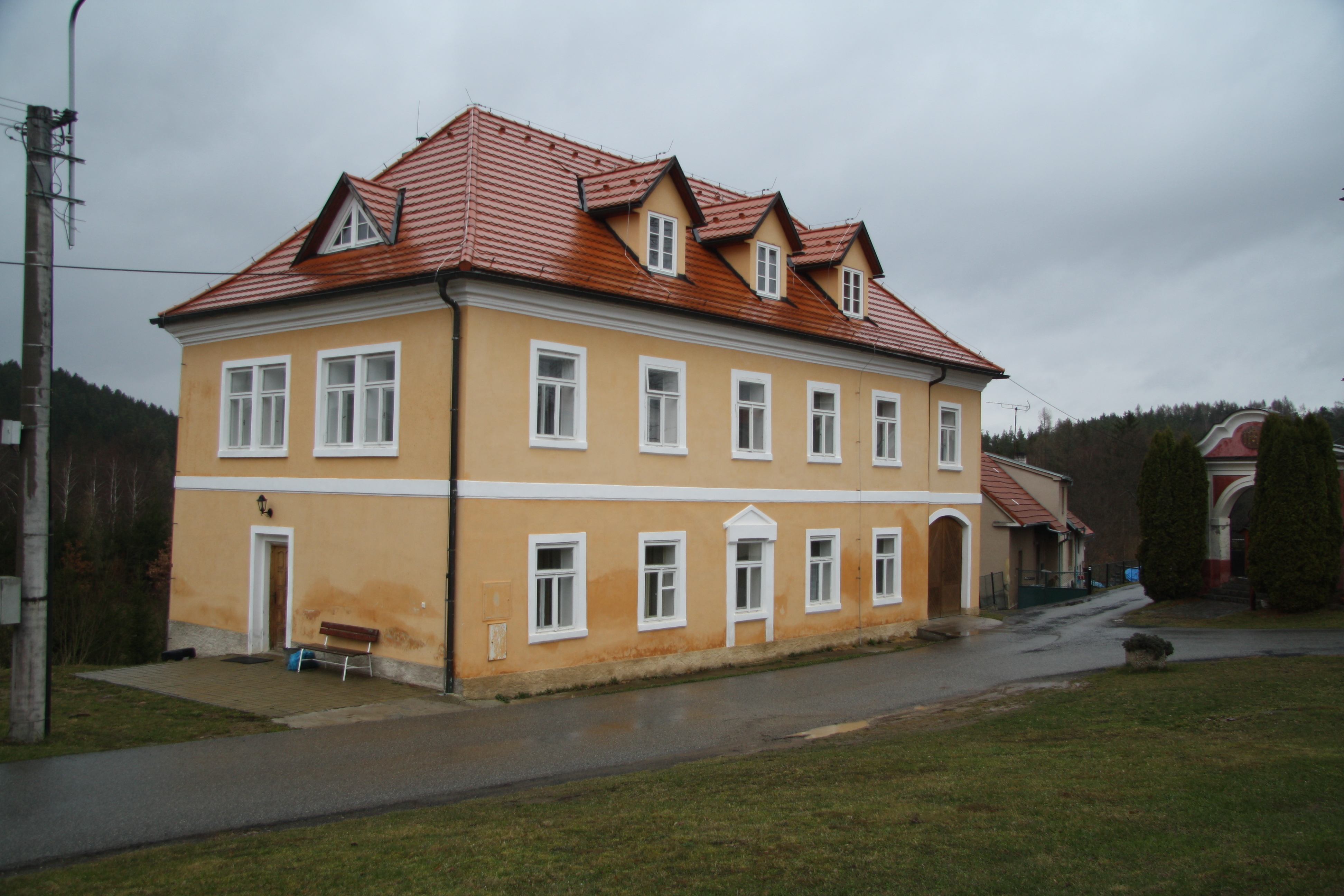
Dům v Hrádku
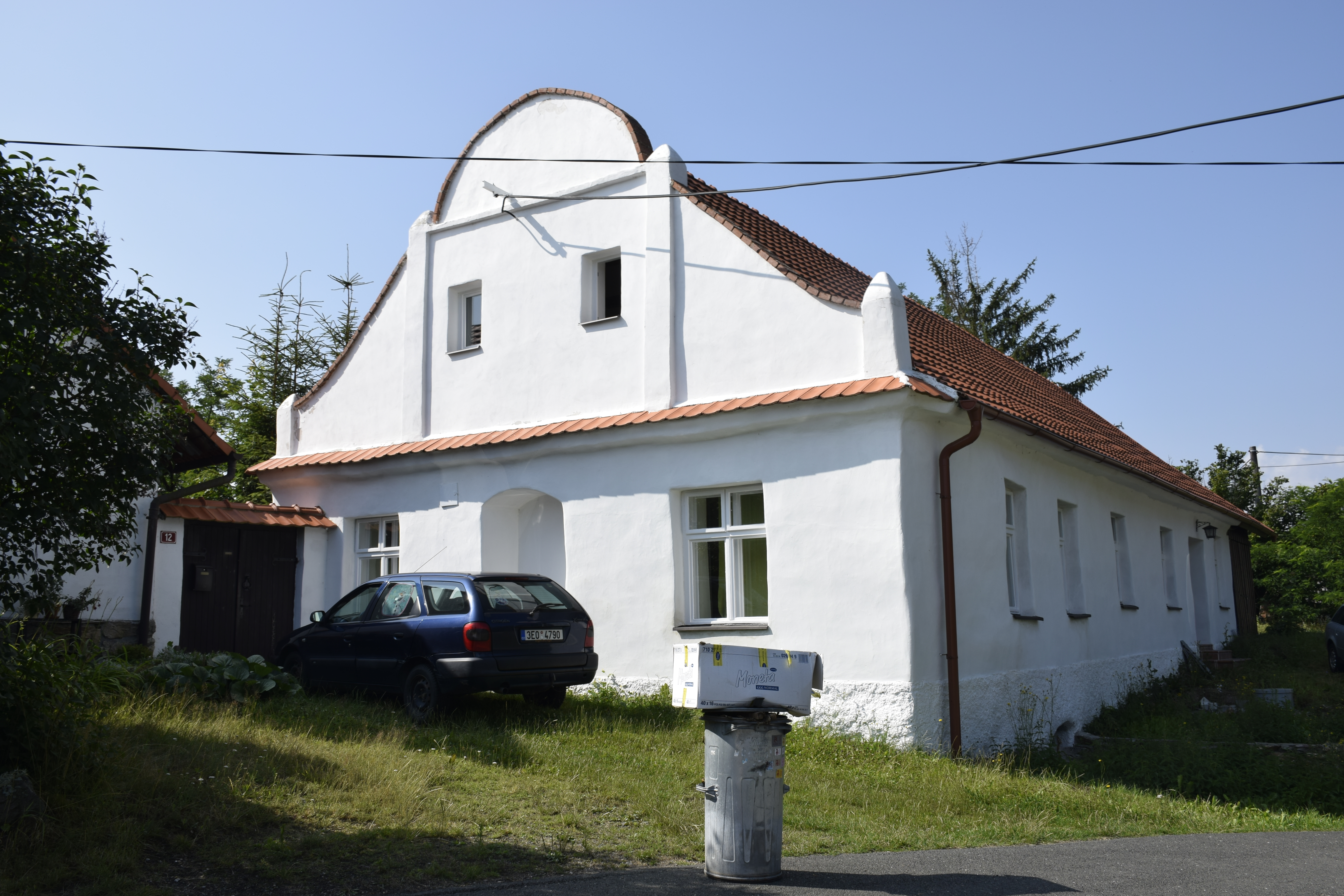
Dům na návsi